# 黑暗中對話體驗館

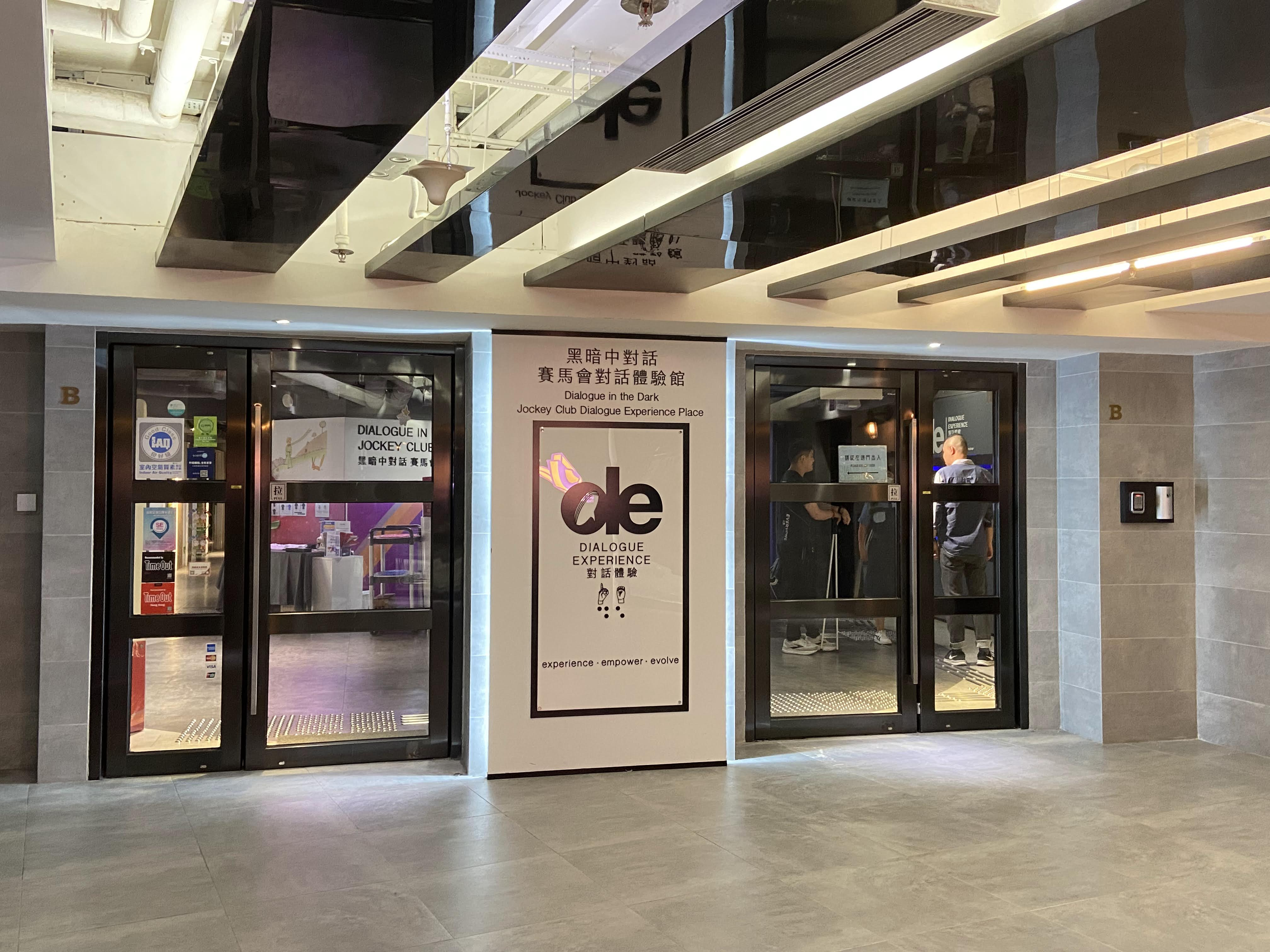
香港黑暗中對話賽馬會對話體驗館位於D2 Place一期的現址

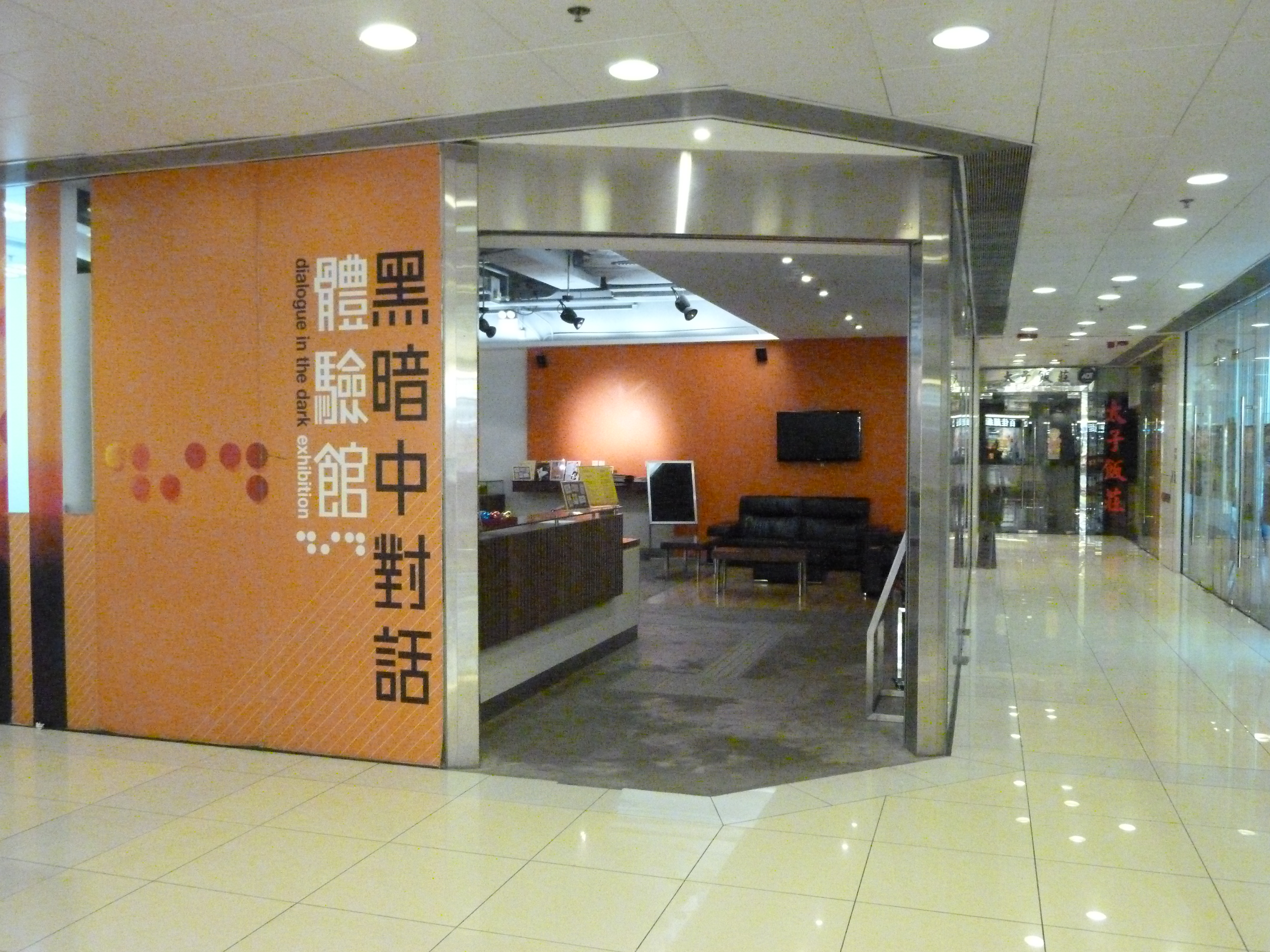
香港黑暗中對話體驗館位於盈暉薈的舊址，現已搬遷

黑暗中對話（英文：Dialogue in the Dark）是源自德国的全球性社会企业，从1988年以来一直致力于为促进社会平等、多元化和包容性与可持续性发展。目前在亚洲的香港、上海、成都、台灣、东京和首尔都设有相关企业社团。
香港的黑暗中對話體驗館現時位於九龍長沙灣長義街9號D2 Place一期7樓B室，於2019年12月由九龍荔枝角灣盈暉臺的盈暉薈搬遷至現址，為香港首個以「黑暗」、「無聲」為主題的體驗，結合娛樂及教育元素，締造破格「創效於樂」的感官體驗館，推動多元共融文化。
位於盈暉薈的舊址於2010年2月20日啟用，也是目前亚洲受眾最多的场馆。體驗館耗資400萬港元興建，面積達7,000平方呎，每日可供300名參觀者入場體驗。在全黑暗的環境，靠觸摸、說話和聽覺去溝通，用心去聆聽、接觸及感受失明人士的世界，讓健全人士去理解及親身體驗殘障人士的生活。
體驗館提供一個75分鐘的旅程，由視障的導遊帶領參觀者，利用自己視覺以外的感官，包括聽覺、觸覺、嗅覺來完成如過馬路、找食物等日常生活場景體驗，模擬失明人士所面對的處境。
上海的黑暗中对话主要从事工作坊和体验馆的双重建设，其工作坊包括针对商业企业的企业工作坊和针对普通公众与志愿者的公开工作坊。
成都体验馆位于四川省成都市锦江区滨江东路232号，靠近红星路四段和新南门车站。场馆于2013年9月8日正式开馆，是中国大陆第一座体验馆，也是现时全球运营的14家体验馆之一。成都体验馆完全以城市为主题展开，具有鲜明的地方特色，在面积约为960平方米的场馆内，设置了不同场景，每日可供300余名体验者入场体验。
在台灣，位於台北市八德路二段174巷28號4樓，提供線上報名體驗課程。

## 外部連結
- 黑暗對話(台灣) （页面存档备份，存于）
- 黑暗中對話體驗館(香港)
- 黑暗中对话DID（中国）（页面存档备份，存于）

22°20′29″N 114°08′12″E / 22.3415°N 114.1368°E